# Román Méndez
Román Junior Méndez Pérez (né le 25 juillet 1990 à San Pedro de Macorís, République dominicaine) est un lanceur de relève droitier des Ligues majeures de baseball jouant avec les Red Sox de Boston.

## Carrière
Román Méndez signe son premier contrat professionnel en 2007 avec les Red Sox de Boston. Il amorce sa carrière en ligues mineures dans l'organisation des Red Sox en 2008 mais est échangé aux Rangers du Texas avec le joueur de premier  but Chris McGuiness le 31 juillet 2010, contre le receveur Jarrod Saltalamacchia.
Méndez fait ses débuts dans le baseball majeur avec les Rangers du Texas le 8 juillet 2014 dans un match contre les Astros de Houston. Entré dans le match comme releveur en 8e manche avec deux coureurs sur les buts et aucun retrait, il retire 3 adversaires sans donner de point puis blanchit les Astros en 9e reprise.
Méndez est réclamé au ballottage par les Red Sox de Boston le 11 septembre 2015.